# Storbritanniens ambassad i Stockholm
Storbritanniens ambassad i Stockholm (även Brittiska ambassaden) är Storbritanniens beskickning i Sverige. Ambassaden upprättades 1720. Diplomatkoden på beskickningens bilar är BM.

## Historia
Mellan 1757 och 2006 upprätthöll man även ett Generalkonsulat i Göteborg.

## Fastigheter
Ambassaden är belägen i en fastighet på Skarpögatan 6–8 i Diplomatstaden, Stockholm. Ambassaden hyrde tidigare (1939–1967) Bünsowska villan i samma område. Den nuvarande byggnaden öppnade sina portar 1967, arkitekt var William S. Bryant.
Den brittiske ambassadörens residens är beläget i samma område, uppfört 1914–1915 vid Laboratoriegatan 8 (kvarteret Diplomaten 1). Fram till 1939 hade Brittiska ambassaden även kansli där.

## Beskickningschefer från 1905
| Namn                     | Period     | Funktion          | Anmärkning |
| ------------------------ | ---------- | ----------------- | ---------- |
| Rennell Rodd             | 1904–1908  | Envoyé            |            |
| Cecil Spring Rice        | 1908–1913  | Envoyé            |            |
| Esme Howard              | 1913–1919  | Envoyé            |            |
| Colville Barclay         | 1919–1924  | Envoyé            |            |
| Arthur Grant Duff        | 1924–1927  | Envoyé            |            |
| Tudor Vaughan            | 1927–1929  | Envoyé            |            |
| Archibald Clark Kerr     | 1931–1935  | Envoyé            |            |
| Michael Palairet         | 1935–1937  | Envoyé            |            |
| Edmund Monson            | 1939–1940  | Envoyé            |            |
| Victor Mallet            | 1940–1945  | Envoyé            |            |
| Bertrand Jerram          | 1945–1947  | Envoyé/Ambassadör |            |
| Harold Farquhar          | 1948–1951  | Ambassadör        |            |
| Roger Stevens            | 1951–1954  | Ambassadör        |            |
| Robert Hankey            | 1954–1960  | Ambassadör        |            |
| John Coulson             | 1960–1963  | Ambassadör        |            |
| Moore Crosthwaite        | 1963–1966  | Ambassadör        |            |
| Archibald Ross           | 1966–1971  | Ambassadör        |            |
| Guy Millard              | 1971–1974  | Ambassadör        |            |
| Sam Falle                | 1974–1977  | Ambassadör        |            |
| Jeffrey Petersen         | 1977–1980  | Ambassadör        |            |
| Donald Murray            | 1980–1984  | Ambassadör        |            |
| Richard Parsons          | 1984–1987  | Ambassadör        |            |
| John Ure                 | 1987–1991  | Ambassadör        |            |
| Robert Cormack           | 1991–1995  | Ambassadör        |            |
| Sir Roger Bone           | 1995–1999  | Ambassadör        |            |
| John Grant               | 1999–2003  | Ambassadör        |            |
| Anthony Cary             | 2003–2006  | Ambassadör        |            |
| Andrew Jonathan Mitchell | 2006–2011  | Ambassadör        |            |
| Paul Johnston            | 2011–2015  | Ambassadör        |            |
| David Cairns             | 2015–2019  | Ambassadör        |            |
| Judith Gough             | 2019–2024  | Ambassadör        |            |
| Samantha Job             | 2024- idag | Ambassadör        |            |